# تا سه بشمار و دعا کن
تا سه بشمار و دعا کن (انگلیسی: Count Three & Pray) چهارمین آلبوم استودیویی گروه موج نو آمریکایی برلین است که در ۱۳ اکتبر ۱۹۸۶ توسط گفن رکوردز منتشر شد. این آلبوم چهار تک‌آهنگ از جمله «نفسم را بند آوردی» که در فیلم تاپ گان به‌نمایش درآمد. این تک‌آهنگ در صدر ۱۰۰ آهنگ داغ بیلبورد قرار گرفت و در سال ۱۹۸۶ برنده جایزه اسکار بهترین ترانه شد.